# ابراهیم فجیجی
ابواسحاق، ابراهیم بن عبدالجبار فُجَیجی (؟ -۱۵۱۴) فقیه و ادبیات‌آموختهٔ مراکشی بود. روضة السلوان، منظومة فی قواعد الإسلام از آثار اوست.